# Sozialhumanismus
Sozialhumanismus beschreibt die Anwendung humanistischer Gedanken auf (sozial-)politische Aspekte und Bereiche und deren konkrete Umsetzung.

## Einführung
Gesellschaft durch Förderung und Innovation in sämtlichen Bereichen durch bedingungslose Absicherung allgemeinmenschlicher Bedürfnisse, wie z. B. Bildung und Kultur, voranzubringen im Sinne humanistischer Gedanken, Ideen und Ideale, bestimmt die Ziele sozialhumanistischer Aktivitäten.
Auf der Annahme beruhend, dass soziale Sicherheit, Bildung, gesellschaftlicher Wohlstand und humanistisches Weltbild sich gegenseitig fördern, soll dafür ein diese vier Punkte umfassendes Netzwerk gebildet werden.
Sozialhumanisten begreifen den Menschen nach humanistischen Gedanken, Ideen und Idealen und stellen ihn so – der Maxime des Menschen als einzigem Selbstzweck nach – in den Mittelpunkt ihres politischen Handelns. Jedes Bestreben, Gesellschaft organisatorisch zu unterlegen, gründet in dieser Maxime und vertritt somit den Anspruch, dieser hinreichend zu genügen.
Sozialhumanismus negiert ideologische (z. B. nationalistische oder religiöse) Perspektiven, indem er den Allgemeinen Menschen zentral als Grundlage jedes politischen Handelns unverhandelbar voraussetzt.
Die Verbindung von sozialen und wirtschaftlichen Fragestellungen mit den Gedanken, Ideen und Idealen des Humanismus wurde auch von den Begründern der Sozialen Marktwirtschaft entwickelt. Grundlagen hierfür finden sich sowohl in sozialistischen als auch verschiedenen religiös geprägten Ideologien.

## Grundgedanken

### Bildung
Bereits zu Lebzeiten brachte Johann Heinrich Jung-Stilling im 18. Jahrhundert die Notwendigkeit einer tiefgreifenden Bildung aller Bevölkerungsgruppen mit dem Sozialhumanismus in Verbindung.

## Sozialhumanistische Modelle

### Sozialhumanismus nach Müller-Armack
In seinen 1947 publizierten Buch Wirtschaftslenkung und Marktwirtschaft entwickelte Alfred Müller-Armack „einen Sozialhumanismus unter der Bedingung der Freiheit, der nicht allein ökonomischen Kriterien folgt, sondern in dem sich der Mensch in seiner anthropologischen Grundkonstruktion – der Offenheit für Geist wie Natur – verwirklichen kann.“ 
Nach Müller-Armack ist dies nur durch eine Symbiose des liberalen Freiheitgedankens mit den sozialen Aspekten des Sozialismus möglich.

## Vertreter des Sozialhumanismus
Vertreter des Sozialhumanismus finden sich mit den Vertretern der Sozialen Marktwirtschaft heute in allen großen Parteien, eine dezidiert sozialhumanistische Partei in Deutschland existiert nicht, es gibt aber mit der Initiative Voran – Die Sozialhumanisten dahingehende Bestrebungen.
In Bulgarien ist die „Bewegung für Sozialen Humanismus“ derzeit im Parlament vertreten. In Frankreich wurde der Humanisme social durch Jean-Yves Cariou als Begriff eingeführt. In Deutschland hat sich Die Linke mit dem sozialen Humanismus um ein ähnliches Konzept bemüht, wobei sie sich auf die frühen Werke Karl Marx’ bezieht.
Als einer der wenigen internationalen Vertreter des Sozialhumanismus hat die „Demokratische Jugendbewegung“ (Demokratski omladinski pokret) aus Bosnien-Herzegowina im Namen ihres Präsidenten Ernad Deni Čomaga die „Sozialhumanistische Deklaration“ veröffentlicht, die explizit und detailliert alle Grundideen des Sozialhumanismus erläutert.